# NGC 3427
NGC 3427 ist eine Linsenförmige Galaxie mit aktivem Galaxienkern vom Hubble-Typ S0-a und Sternbild Löwe auf der Ekliptik. Sie ist schätzungsweise 286 Millionen Lichtjahre von der Milchstraße entfernt und hat einen Durchmesser von etwa 95.000 Lichtjahren.
Im selben Himmelsareal befinden sich u. a. die Galaxien NGC 3388, NGC 3417, NGC 3436, NGC 3439.
Das Objekt wurde im Jahr 1877 von Ernst Wilhelm Leberecht Tempel entdeckt.